# Kunlun
Kunlun je veliki planinski sustav u središnjoj Aziji, građen od vapnenaca, pješčenjaka, škriljevaca, gnajsa i granita, što se prostire između Himalaja i Tian Shana i proteže oko 1,600 kilometara (1,000 milja) istočno od Pamira, duž granice Tibeta i Xinjianga u zapadnoj Kini i provinciji Qinghai gdje prelazi u planinske lance središnje Kine. 
Izdiže se preko 7,000 metara Liushi Shan, prozvan imenom "Kunlunska božica" (7167 m), donedavno se mislilo da je najviši (Ulugh Mus Tagh; 7,723 m u Tibetu, što se opovrgava). Od niza paralelnih planinskih lanaca glavni su Altun (Altyn Tagh) i Nan Shan na sjeveru; Min Shan na jugu; Qinling Shan na istoku. Kunlun čini prirodnu barijeru između Tibeta i bazena Tarima. Vodeni tokovi teku sjevernim padinama Kunluna i nestaju u pustinjskom pijesku. Vegetacija je oskudna, polupustinjska a kraj slabo naseljen nomadskom populacijom koje se bavi uzgojem jakova.

## Vanjske poveznice
- Kunlun